# René Matthes
René Matthes (Bazel, 20 mei 1897 – Zürich, 23 april 1967) was een Zwitsers componist, muziekpedagoog, dirigent, slagwerker en pianist.

## Levensloop
Matthes studeerde van 1913 tot 1915 bij Charlotte Schrameck, Hans Huber en Karl Heinrich David aan het conservatorium van Bazal (de huidige Muziekacademie Bazel). Verder studeerde hij musicologie aan de Universiteit Zürich. Al gedurende zijn studietijd was hij als correpetitor en slagwerker verbonden aan het orkest van het stedelijk theater te Bazel. In de jaren 1919 en 1920 werkte hij als pianist, slagwerker en kamermusicus aan het Orchestre de la Suisse Romande (OSR) in Genève. In de jaren 1922 tot 1924 was hij als correpetitor en kapelmeester verbonden aan het stedelijk theater in Zürich. In de jaren 1924 en 1925 was hij dirigent van het orkest van Erich Fischers musikalische Komödien in Berlijn. In het volgende jaar studeerde hij bij Siegfried Ochs aan de Universiteit van de Kunsten in Berlijn, toen nog Staatliche Hochschule für Musik Berlin geheten. 
Van 1931 tot aan zijn dood leefde Matthes als componist, muziekpedagoog en dirigent in Zürich. Hij was medeoprichter van de Zürcher Kantorei waarmee hij in 1944 de première van de Matthäuspassion van Heinrich Schütz in Zürich tot gehore bracht. Hij was eveneens dirigent van de eerste uitvoering in Zwitserland van de 4e symfonie van Anton Bruckner in de oorspronkelijke versie. 
Matthes was voorzitter van de Zwitserse muziekfederatie (Schweizerischer Musikverband) en de Zwitserse federatie van beroepsdirigenten. In 1940 werd hem de muziekprijs van de C.-F.-Meyer-stichting toegekend.

## Composities

### Werken voor harmonieorkest
- 1950 Konzertante Burleske
- 1953 Feldlager-Suite, op. 66
- 1953 Passacaglia
- 1957 Konzert-Ouvertüre
- Festlicher Aufzug

### Missen en andere kerkmuziek
- 1933-1934 Von ewiger Weisheit und Schönheit, voor driestemmig vrouwen- of mannenkoor - tekst: Angelus Silesius
- 1940 Partita über den Choral - wie schön leuchtet der Morgenstern, voor vijfstemmig gemengd koor (SSATB) en orgel
- 1941 Die Erde ist des Herrn - Psalm auf den Dank-, Buss- und Bettag, voor gemengd koor en orgel
- 1941 Missa brevis, voor driestemmig koor (SAB) en orgel
- 1944 Choral : erhöre mich, o Herre Christ, voor gemengd koor
- 1945 Es ist ein Gott und ein Mittler, voor gemengd koor en orgel
- 1948 Wir glauben allʹ an einen Gott, voor tweestemmig koor en orgel - tekst: Maarten Luther
- 1948 Ehre sei dem Vater - Die kleine Doxologie, voor vierstemmig mannenkoor
- 1949 Der Herr ist König - uit Psalm 97 en 99, voor gemengd koor en orgel
- 1950 O Gott, sieh uns versammelt hier - koraal uit het feestspel "Jahr der Besinnung", voor gemengd koor en orgel - tekst: Emil Wächter
- 1951 Selig sind die Toten, voor vierstemmig mannenkoor - tekst: Openbaring van Johannes 14, 13
- 1951 Zwei alte Weihnachtslieder (Twee oude kerstliederen), voor gemengd koor
- 1954 Zwei lateinische Hymnen (Twee Latijnse hymnen), voor vier- tot zesstemmig gemengd koor
- 1955 Verheissung : selig sind die Toten, voor 3 gelijke stemmen - tekst: Openbaring van Johannes
- 1955 Wohl dem, der nicht wandelt im Rat der Gottlosen, motet over Psalm 1 voor gemengd koor
- 1956 Gott, dein Weg ist heilig : Gott, Gott, dein Weg ist heilig, motet naar Psalm 77, 14 - 16, 21. Jes. 52, 10 voor vrouwenkoor
- 1956 Herr, auf dich traue ich, motet over Psalm 31, 1-3 voor gemengd koor
- 1956 Ist Gott is für uns, motet voor gemengd koor
- 1957 Und du, Bethlehem..., motet voor advent voor driestemmig vrouwenkoor (SAA) en orgel
- 1965 Deutsche Messe (Duitse mis), voor gemengd koor, 2 trompetten, 2 trombones en orgel
- Danket dem Herrn, voor vrouwenkoor en orgel

### Vocale muziek

#### Cantates
- 1938 Gezeiten des Lebens : nächtlich wandern alle Flüsse, cantate voor spreker, sopraan, vierstemmig mannenkoor, koperensemble en orgel
- 1949 Gottes Lamm - siehe, das ist Gottes Lamm!, passiecantate voor alt, driestemmig vrouwenkoor en orgel
- 1956 Cantate Domino canticum (uit Psalm 149), cantate voor vrouwenkoor (SSA) en orgel
- 1956 Psalmen-Kantate : Herr, unser Herrscher..., cantate voor 2 solozangers, gemengd koor, orkest en orgel
- Meditation, cantate voor tenor, gemengd koor en kamerorkest

#### Werken voor koor
- 1948 Zechergesang - sie stellten Tische, mischten Wein, voor vierstemmig mannenkoor (verplicht werk tijdens het "Eidgenössisches Sängerfest Bern 1948")
- 1950 Schneiderjahrstag - "und als die Schneider Jahrstag hattʹn", voor vrouwenkoor en piano
- 1952 Wach auf, mein Herz und singe!, voor vierstemmig mannenkoor
- 1953 Tanzlied ohne Worte : Lallal..., voor driestemmig vrouwenkoor
- 1954 September, voor unisonokoor - tekst: Hermann Hesse
- 1955 Elegie : Heerwagen, mächtig Sternbild ..., voor gemengd koor en orkest - tekst: Gottfried Keller
- 1957 Liebesflämmchen - die Mutter mahnt mich abends, voor gemengd koor - tekst: Conrad Ferdinand Meyer
- 1960 Triptychon : Sprüche, voor gemengd koor
- Drie liederen, voor gemengd koor, piano en blazers
  1. Beim Tanze
  2. Jungenlied
  3. Vom Sinn
- O userwelte Eidgenoss-schaft, voor gemengd koor en orgel
- Twee liederen, voor vierstemmig mannenkoor, blazers en orgel
  1. Lob des Schaffens
  2. Im Alter
- Twee liederen, voor sopraan, alt, kinderkoor, koperblazers en piano
  1. Schulfrei
  2. Abendlied

#### Liederen
- 1943 Vom Himmel hoch, kerstliederen voor zangstem en piano

### Kamermuziek
- 1935-1936 Suite, voor blokfluittrio of -kwartet
- 1950 Aus einem Spielbuch von 1740, voor 2 blokfluiten en slagwerk
- 1950 Miteinander, voor drie blokfluiten

### Werken voor orgel
- 1943 Partita über "O Heiland, reiß den Himmel auf"
- 1951 Fantasie in a mineur
- Ricercar

## Publicaties
- Schweizer Blockflöten-Fibel, Basel: Bärenreiter-Verlag, 1950.
- Elementare Musikerziehung, Basel: Bärenreiter-Verlag, 1951.
- Motorik, Metrik, Takt, Rhythmus in der Musikpraxis, Zürich, 1952.